# Bus Palladium
Bus Palladium byl pařížský noční klub na adrese 6, rue Pierre-Fontaine, ve čtvrti Saint-Georges v 9. obvodu. Byl otevřen v roce 1965 a dne 23. dubna 2022 uzavřen kvůli demolici v rámci přípravy na stavbu hotelu.

## Dějiny
Během Belle Époque, před rokem 1914 zde poblíž Place Pigalle fungovala koncertní kavárna a restaurace s názvem Princess's Soupers, kterou řídil Victor Paris. Podnik se postupně měnil na kasino, pak na Théâtre des Deux-Masques v roce 1906 a Théâtre de Cinématographe v roce 1907. V roce 1908 byl přejmenován na Folies Royales, v roce 1909 na Princesse Théâtre, v roce 1909 se opět stal Théâtre des Deux-Masques a nakonec kabaret Abbé Constantin.
V roce 1929 otevřel Jack Landorff jazzový klub Cotton Club, inspirovaný stejnojmenným klubem v Harlemu. Měli zde měli jam session Sidney Bechet nebo Louis Armstrong. Ve 30. letech zde vystupovaly zpěvačky Alberta Hunter a Mabel Mercer. V 50. letech se z místa stal kabaret L'Ange rouge.
V roce 1965 James Arch z Asnières dostal nápad zřídit autobusovou linku umožňující mladým lidem z předměstí přijet do pařížských nočních klubů po jedné hodině ráno. Následně se rozhodl vytvořit svůj vlastní noční klub. Pronajal si prostory v 6, rue Fontaine a podnik pojmenoval Bus Palladium podle jména slavného newyorského klubu Palladium. Klub byl otevřen 30. září 1965. Program byl zaměřen na rock. Rychle se stal slavným díky příchodu Salvadora Dalího v říjnu následujícího roku, který si pronajímal část klubu. Klub musel být uzavřen kvůli nočnímu hluku v únoru 1966 a zůstal uzavřen několik let.
Jedním z prvních diskžokejů v Bus Palladium byl v letech 1965-1966 Hervé Vilard. V 17 letech nazpíval svůj hit Capri c'est fini. Vystupoval v období yé-yé spolu s Johnnym Hallydayem.
Bus Palladium znovu otevřel na konci roku 1973 podnikatel Sam Bernett. V roce 1977 zde nahrála skupina Téléphone svůj koncert. V letech 1981-1996 zde vystupovali např. Alain Bashung, Étienne Daho, Noir Désir nebo Indochine. Pravidelně zde vystupoval Serge Gainsbourg.
Dne 18. února 2022 bylo oznámeno, že od března toho roku bude podnik trvalé uzavřen kvůli demolici budovy. Na místě vznikl hotel.